# Élections générales espagnoles de 1846
Les élections générales espagnoles de 1846 sont les élections à Cortès célébrées en Espagne le 6 décembre 1846, durant la Décennie modérée du règne d'Isabelle II, au suffrage censitaire masculin.
La législature commence le 31 décembre 1846, le Parlement est suspendu le 5 mai 1847 et la législature prend fin le 5 octobre suivant.